# Badu (Syria)
Badu (arab. بادو) – miejscowość w Syrii, w muhafazie Hims. W 2004 roku liczyła 1111 mieszkańców.